# Еміл Пажицький
Еміл Пажицький (чеськ. Emil Pažický, 14 жовтня 1927, Жиліна — 21 листопада 2003, Братислава) — чехословацький футболіст, що грав на позиції нападника, зокрема, за клуб «Слован», а також національну збірну Чехословаччини.
Дворазовий чемпіон Чехословаччини. 

## Клубна кар'єра
У футболі дебютував 1945 року виступами за команду «Жиліна», в якій провів три сезони. 
Згодом з 1948 по 1955 рік грав у складі команд «Слован», «Дукла» (Прага) та «Жиліна». Протягом цих років двічі виборював титул чемпіона Чехословаччини.
Своєю грою за останню команду знову привернув увагу представників тренерського штабу клубу «Слован», до складу якого повернувся 1956 року. Цього разу відіграв за команду з Братислави наступні чотири сезони своєї ігрової кар'єри.
Завершив професійну ігрову кар'єру у клубі «Єднота» (Тренчин), за команду якого виступав протягом 1960—1961 років.

## Виступи за збірну
1949 року дебютував в офіційних матчах у складі національної збірної Чехословаччини. Протягом кар'єри у національній команді провів у її формі 18 матчів, забивши 7 голів
У складі збірної був учасником чемпіонату світу 1954 року у Швейцарії, де зіграв проти Уругваю (0-2) і Австрії (0-5).
Помер 21 листопада 2003 року на 77-му році життя у місті Братислава.

## Титули і досягнення
- Чемпіон Чехословаччини (2):

«Слован»: 1949, 1955